# Anthony Rapp
Anthony Deane Rapp (Chicago, 26 oktober 1971) is een Amerikaans acteur en zanger.

## Carrière
Rapp werd als kind al bekend op Broadway. In 1981 kreeg hij een rol in The Little Prince and the Aviator; een kortdurende musical, gebaseerd op De kleine prins. Rapp is een bekend gezicht op Broadway. Zijn meest bekende productie is een rol in Jonathan Larsons RENT.
Rapp heeft ook een carrière in de filmindustrie. Hij had rollen in onder andere Adventures in Babysitting (1987), School Ties (1992), Dazed and Confused (1993), Six Degrees of Separation (1993), Twister (1996), Road Trip (2000) en A Beautiful Mind (2001). In 2000 bracht hij zijn eerste muziekalbum Look Around uit. In 2005 was Rapp te zien in de verfilming van RENT. Sinds 2017 vertolkt hij in de televisieserie Star Trek: Discovery de rol van chief engineer Paul Stamets , het eerste openlijk homoseksueel personage in een Star Trek-serie.

## Privéleven
Rapp omschrijft zichzelf als queer. Hij heeft tegenwoordig een relatie met Rodney To. Op 7 februari 2006 bracht hij het boek Without You: A Memoir of Love, Loss, and the Musical Rent uit. Hierin beschrijft hij zijn leven in de periode van RENT.
In oktober 2017 beschuldigde Rapp acteur Kevin Spacey er in BuzzFeed News van dat die in 1986, toen Rapp 14 jaar oud was en Spacey 26, ogenschijnlijk in dronken toestand, seksuele toenadering tot hem zocht en daarbij op hem ging liggen. In 2020 diende hij een klacht in tegen Spacey bij de burgerlijke rechtbank in New York en eiste een schadevergoeding van 40 miljoen euro. Twee jaar later oordeelde de jury dat er onvoldoende bewijs was tegen Spacey en sprak hem vrij.